# Уилямина Флеминг
Уилямина Пейтън Стивънс Флеминг (на английски: Williamina Paton Stevens Fleming) е шотландски астроном. Създава система за каталогизиране на звездните и други астрономически обекти. През 1888 г. открива мъглявината „Конска глава“.

## Биография и научна дейност
Родена е на 15 май 1857 година в Дънди, Шотландия, в семейството на Робърт Стивънс, бижутер и златар, и Мери Уолкър. Омъжва се за Джеймс Ор Флеминг, счетоводител. Първоначално работи като учител. По-късно, двамата със съпруга си отпътуват за Бостън, където той я изоставя заедно с детето ѝ. Тя работи като прислужница в дома на професор Едуард Чарлз Пикеринг. Пикеринг е недоволен от работата на асистентите си (мъже) в Харвардската обсерватория и според легендата заявил, че „прислужницата му би свършила по-добра работа от тях“. През 1881 г., Пикеринг наема Флеминг на писарска работа в обсерваторията. На този пост, тя измисля и помага да се приложи система за класифициране на звездите според количеството водород, което е наблюдавано в спектъра им. Така, за звездите класифицирани от клас А се е предполагало, че съдържат най-много водород, тези от клас В – втори по изобилие на водород, клас С – трети и т.н. По-късно, Ани Джъмп Кенън подобрява тази класификация, като основава класовете на температурата.
През 1888 г., Флеминг открива мъглявината „Конска глава“, на харвардската фотографска плака №B2312. Описва я като ярка мъглявина (по-късно наречена IC 434), „описваща полукръг с 5 ъглови минути диаметър, на 30' южно от звездата Дзета Орионис“.